# Tlalnepantla (kommun), Morelos
Tlalnepantla är en kommun i Mexiko.   Den ligger i delstaten Morelos, i den sydöstra delen av landet, 50 km söder om huvudstaden Mexico City.
Följande samhällen finns i Tlalnepantla:
- Tlalnepantla
- Felipe Neri
- El Pedregal